# Siempreviva (Venezuela)
El sector Siempreviva, fundado en 1905, es una localidad poblada del Municipio Urdaneta en el Estado Miranda, ubicada aproximadamente a 5,30 km de Cúa (Municipio Urdaneta) y a 8,48 km de Ocumare del Tuy (Municipio Lander). Limita al norte con el Río Tuy; al sur, con el sector La Palma; al este, con el sector El Pescador, y al oeste, con la Hacienda Villegas. Su principal vía de acceso es la avenida Cúa-Ocumare. Siempreviva forma parte del conjunto urbano denominado Valles del Tuy.

## Etimología
La voz Siempreviva viene del latín, y tiene su origen en los vocablos semper (siempre) y vivus (viva). El adverbio semper se compone de la raíz indoeuropea *sem-, que expresa la unidad (de una vez, de manera global y total), y una partícula enclítica, –per, que aparece como formante adverbial en algunos adverbios latinos, como parumper (un poco de tiempo) y paulísper (un poquito de tiempo o muy poco tiempo). El segundo elemento es el adjetivo vivus, que comparte raíz con vívẽre (vivir) y víta (vida), y se vincula a la raíz indoeuropea *gʷei- (vivir). En general, el conjunto se traduce como eterno, longevo, perpetuo y se aplica a más de una planta o flor de la familia Crassulaceae.
A través de la historia el sector y sus alrededores han sido conocidos con diferentes nombres. El nombre original era El Peñón de Anguina, el cual se refería a una región más amplia, compuesta por el territorio de Siempreviva más la totalidad o parte de Peñas Negras (hoy El Pescador), La Mora y Anguina.
Más tarde se denominó también El Placer del Peñón. No está claro si este nombre fue anterior o posterior a la bodega El Placer, o si se eligió porque la gente estaba feliz disfrutando de la abundancia tanto de agua como de cosecha de ahuyama y maíz. Sean cuales fueran las razones, se sabe que los vecinos se quejaron de que el nombre no tenía «sentido» y lo reemplazaron por El Peñón de Tinapuy, en referencia a la quebrada Tinapuy, una de las principales vías fluviales de la localidad. 
Actualmente el sector recibe el nombre de Siempreviva. Lo llamaron así por la hacienda «Siempreviva», una finca rural de carácter latifundista cuyos terrenos se extienden desde la extinta quebrada Agua Salud, en el límite oeste, hasta la quebrada Tinapuy, en el centro urbano del sector.
Existen muchas conjeturas acerca de cómo se escribe correctamente el nombre «Siempreviva»: algunos afirman que si bien se escribe «La Siempreviva», pasa a ser simplemente «Siempreviva» en el uso habitual o coloquial. Otros dicen que se escribe «Siempre Viva», deformando el nombre y formando una secuencia de dos palabras independientes. Y un último grupo alega que el topónimo lleva incorporado un artículo definido que puede escribirse tanto con mayúscula como con minúscula inicial («La Siempreviva» o «la Siempreviva»). Sobre esta última teoría vale decir que el nombre lleva artículo definido sólo cuando se refiere a una época determinada, es decir, cuando tiene carácter restrictivo, o cuando le acompaña un adjetivo calificativo: «ya no es la Siempreviva que yo conocí, ha cambiado mucho».
Del nombre actual deriva su gentilicio, "siempreviveño".

## Historia

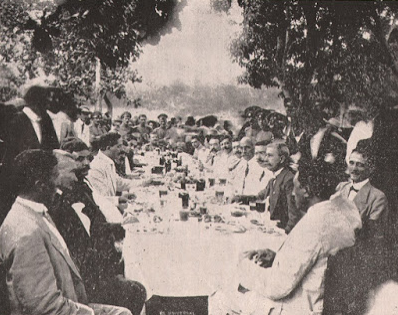
Antes de llegar a Ocumare del Tuy, el General Gómez, acompañado por más de ciento cincuenta jinetes, pasa por Siempreviva y pernocta por una noche en su Gran Posesión de Mendoza, donde es obsequiado con un almuerzo que le ofrece el Presidente de Estado, el General Marino García; su secretario privado, Doctor Colina; el General Arriens y otras personalidades ligadas a su gobierno de turno. Este acontecimiento fue reseñado en el N.º 10 de La Voz de Miranda, 22 de agosto de 1904, p. 10.

Siempreviva se formó a comienzos del siglo XX en una densa floresta que ocupaba, hasta principios del año 1905, los territorios de los actuales sectores El Pescador (antes Peñas Negras), La Mora y Anguina. 
El área era atravesada por un camino precario que daba acceso a las tierras de la Colonia Mendoza, que a su vez daba acceso a las tierras de Ocumarito, que a su vez —y por último— daba acceso a las tierras de Ocumare del Tuy. El 21 de agosto de 1904 el General Juan Vicente Gómez cruza y explora este camino en su viaje hacia la ciudad de Ocumare del Tuy, lugar donde se reúne con el General Marino García y otras personalidades ligadas a su gobierno.
El camino, pavimentado en 1967, se cataloga hoy como la Carretera Nacional Cúa-Ocumare, y discurre desde Cúa, atravesando el sector El Conde, el conjunto residencial Valle Humboldt, San Miguel, los Bloques, la urbanización Ciudad Hermosa, Villegas, El Pescador, La Mora, Anguina, la Colonia Mendoza, La Uverita, Ocumarito y Candelero, hasta finalizar en Ocumare del Tuy, con un recorrido total de 13,78 km.
Después de las huellas que dejara en 1904 la expedición del General Juan Vicente Gómez, la ruta posibilitó el auge de negocios y ayudó a abrir la región a los asentamientos irregulares. Tales asentamientos, sin embargo, formaban parte del latifundio de la familia del General Gómez y a menudo eran monitoreados por caudillos militares. Tras la muerte del General Gómez, en 1935, el Instituto de Inmigración y Colonización del Ministerio de Agricultura y Cría de la época inició un proceso de expropiación por parte de la nación y cedió las fértiles tierras del lugar a cualquiera que quisiera tomarlas y aceptara los riesgos que ello suponía.
La inmensa marea de personas venidas de Caracas y de los mismos Valles del Tuy engrosó el aluvión de recién llegados. Aquellos contingentes emprendían el difícil y arriesgado viaje a Siempreviva por muchas razones: algunos en pos de aventuras; otros, porque codiciaban tierras; muchos más, huyendo de la opresión o buscando la libertad, y la gran mayoría, por las depresiones económicas y la necesidad de oportunidades.
La colonización de este territorio no fue, sin embargo, un proceso fácil ni uniforme, ya que, por regla general, la vida de estos nuevos pobladores era azarosa y estaba sometida a riesgos y complicaciones. Por ejemplo, iban con lo estrictamente necesario; estaban expuestos a peligros diarios, como pestes, serpientes e inundaciones. Comían lo que encontraban, ya fueran frutos silvestres o animales. Convivían —o se enfrentaban— con el ganado, que era dejado libre para buscar su alimento, y se encontraban alejados de las ciudades y las zonas urbanas más próximas, lo que les dificultaba cumplir con algunos deberes y obligaciones, tales como bautizar a sus hijos, casarse, enterrar a los difuntos y asistir a misa y a las fiestas religiosas establecidas por la religión católica. Fue gracias a la autoconstrucción y a la cooperación comunitaria que el sector logró subsistir como un asentamiento urbano permanente. 
En la actualidad Siempreviva es un sector residencial de baja densidad con una infraestructura de servicios a todos los niveles, como son: acueductos, electricidad, educación básica, educación media y universitaria, aseo urbano, sistema de sanidad, barrido de calles y transporte colectivo de pasajeros. También cuenta con una ferretería, una capilla católica, instalaciones deportivas, una brigada de protección civil y un Centro de Diagnóstico Integral (CDI).
Cabe mencionar que sus primeros habitantes fueron, entre otros: Salvador Bianchi, Isaías Parras Pulido, Ricarda Arguinzones, Cleto Martínez, Inés Arguinzones, Benita Aponte, Rogelio Lara, Pantaleón López, Petra Escalona, Carmen Olivero, Anita Gil, Fortuna Laserez, María de Jesús García, Pancha Macero, Melecio Martínez, Delfina Martínez, Georgina Olivero.

## Geografía
Siempreviva se encuentra entre las coordenadas 10°07′31.94″N 66°51′14.68″O / 10.1255389, -66.8540778.

### Fauna y flora
En las áreas boscosas del sector, es común observar mamíferos, como el rabipelado (Didelphis marsupialis); roedores, como la ardilla (Sciurus granatensis), y aves, como el colibrí (Trochilinae) y la lechuza (Tyto alba). Dentro de los reptiles destacan la lagartija y la serpiente, siendo la víbora de cascabel (Crotalus) la que representa mayor peligro. 
Los árboles que más abundan son: el jabillo (Hura crepitans), el samán (Samanea saman), el bucare (Erythrina poeppigiana) y la ceiba (Ceiba pentandra). Otros ejemplares autóctonos son: el mango (Mangifera indica), el mamón (Melicoccus bijugatus) y el apamate (Tabebuia rosea).

### Hidrografía
La principal vía fluvial de Siempreviva es el Río Tuy, cuyo nacimiento está en la vertiente sur de la serranía de la Costa al pie del Pico Codazzi, a unos 2.426 m.s.n.m, en el Estado Aragua. A pesar de su fuente remota, casi todo el río es accesible al público. Otro importante curso de agua en el sector es la quebrada Tinapuy, que discurre en dirección norte a través de pequeños acantilados y áreas naturales hasta desaguar en el Río Tuy. En la actualidad, la quebrada Tinapuy es utilizada en su parte baja como colector de basura y cloaca, lo que ha provocado su contaminación.

### Relieve
Siempreviva se sitúa dentro de un valle montañoso a una altitud promedio de 243 m s. n. m.

## Economía
En sus inicios, la base económica del sector era la ganadería y la agricultura de subsistencia, actividades que se desarrollaban en los tradicionales conucos y pequeñas fincas. Los principales productos agrícolas eran los tubérculos y los bananos. Otros rubros fueron: ahuyama, naranja, tomate, maíz y frijoles. La aparición de nuevas técnicas productivas originó transferencias de mano de obra de un sector a otro. Así, a mediados de la década de 1940, algunos habitantes con capitales invertibles se interesaron en las actividades del sector de los servicios, y gracias al transporte de materias primas provenientes de regiones con las que hasta entonces no se realizaba comercio, abrieron bodegas para la venta a granel de artículos de consumo (frutas, verduras, vino, pan, miel, queso, manteca, plátanos, velas y otras menudencias). Estas bodegas estaban generalmente ubicadas en casas de familia y tenían una función de casino cultural o lugar de esparcimiento, donde los clientes bebían ron o cerveza, bailaban, y jugaban dominó y bolas criollas.
A pesar de su pasado agrícola, en la actualidad Siempreviva es un sector mayoritariamente residencial, razón por la cual las principales actividades económicas del mismo están relacionadas con el comercio. El negocio de servicios a domicilio también es una importante fuente de ingresos para los siempreviveños.

### Bodega El Placer
La bodega El Placer fue una antigua construcción de adobe de tierra y techo de caña y barro, propiedad de Pantaleón López. Fundada en la década de 1940, se dedicaba a la compra y venta de víveres en general (harina, carne, pollo, huevos, frutas, verduras, cereales, cloro, jabón, detergente, desodorante) y todo lo relacionado con el ramo del lícito comercio (bisutería, velas, bolsas de basura, artículos para escritorio, juegos y juguetes, refrescos, vino, cerveza, sidra, hidromiel, frituras, dulces, golosinas).
El inmueble se levantaba como una estructura rectangular de aproximadamente 14 metros de largo por 7 metros de ancho, y estaba alinderado de la siguiente manera: por el norte, con la carretera principal Cúa-Ocumare; por el sur, con la parcela que es o fue de Esmen Martínez; por el este, con la escuela "José Gil Fortoul", y por el oeste, con los terrenos que son o fueron de Agustín Villegas.
Cuando Pantaleón López fallece en 1955, sus hijas —María, Josefina, Matilde y Elsa— se quedan frente al negocio, mostrando signos de debilidad económica y teniendo problemas para hacer frente a los compromisos de pagos adquiridos. Después que el negocio quebrara en 1957, Rafael Martínez, antiguo comerciante y luego estibador en el Puerto de La Guaira, compra la propiedad de la bodega y bienhechurías anexas y las cede en usufructo a sus hermanos Augusto y Melecio Martínez, quienes eran pobladores nativos del lugar. 
En un esfuerzo por explorar las oportunidades del comercio al por menor, Augusto asume la dirección de la bodega en 1958. Si bien sus dos primeros años fueron de un crecimiento impresionante, hacia 1961 su situación había llegado a ser difícil y se difundió el rumor de que estaba quebrado; hacia 1962 en efecto quebró, y dejó impagas obligaciones por un valor aproximado de 10.000 bolívares. El negocio supo reinventarse cuando Melecio pagó las deudas contraídas por su hermano, le dio un nombre al establecimiento (bodega «El Placer»), cedió parte de sus terrenos para la instalación de un colegio rural y le inyectó dinero mediante un préstamo de dos años para evitar su quiebra. Y, gracias a la agrupación musical “Los Alegres de Siempreviva”, que amenizaban allí diferentes eventos sociales, la bodega se convirtió en un lugar de esparcimiento y realización de eventos culturales.
En virtud de su trabajo y dedicación, en 1985 Rafael decide vender a Melecio los derechos de la bodega y bienhechurías anexas por la cantidad de 100.000,00 bolívares, una suma que Melecio le paga mediante giros. Durante treinta años, Melecio dirigió la bodega como una entidad independiente, antes de dejársela a su hija, Ofelia, en 1992. 
En 2001 Ofelia demuele la antigua casona de la bodega y levanta otra sobre los mismos basamentos.
A lo largo de la primera mitad del 2015 la bodega fue decayendo. En 2020 adquirió el negocio la familia Guanipa, reconvirtiendo la bodega, ese mismo año, en una completamente actualizada que manejaba productos de uso diario pero en pequeñas cantidades, como abarrotes y perecederos así como artículos de limpieza y del hogar. 
Tras un proceso gradual de insolvencias internas, la bodega cerró sus puertas en 2024.

### Ferretería Hermanos Petrocco
En la década de 1980, se inauguró la Ferretería Hermanos Petrocco, una pequeña empresa de propiedad familiar que hasta abril de 2018 se constituía como la primera y única ferretería del sector. Desarrollada como una respuesta a las necesidades de infraestructura de la población, y más tarde llamada «Inversiones Siempre Viva» [sic, por Siempreviva], la Ferretería Hermanos Petrocco no solo destacó por su amplio surtido de productos relacionados con el campo, la industria, el taller y el hogar sino también por mantener una relación ética y amigable con su entorno. En 2018, la ferretería se vio forzada a cerrar durante un tiempo sus puertas debido a la situación de escasez de insumos que se vive en el país.

## Educación
Siempreviva cuenta con un colegio que ofrece educación pública enfocada en la educación formal –preescolar, básica primaria y, desde 2018, básica secundaria y media.
Desde la crisis económica que comenzó en 2013, la matrícula del colegio se ha visto afectada por el aumento del abandono escolar. Una de las principales causas de este problema son las condiciones de la infraestructura —deteriorada e insegura, con incidentes de tiroteos y poca autoridad establecida— y el tema de la escasez de alimentos.

### Historia
La primera escuela del sector fue fundada en 1936, en lo que es actualmente el sector La Palma. Si bien la rutina educativa de esta iniciativa produjo limitados resultados pedagógicos, favoreció por primera vez la integración social y permitió el acceso a la escolaridad a los hijos de los campesinos. Posteriormente, en 1956, la escuela se transfirió a los terrenos de Rogelio Lara. Allí, las clases eran dictadas por las maestras Valeria Escobar, Mercedes Vera y Teodomina Lucena; y sólo se atendían tres regímenes escolares, a saber: primero, segundo y tercer grado. Sucesivamente, la escuela pasó a los terrenos de Melecio Martínez, donde se incorporó un preescolar para educar a los más pequeños. El coordinador era el maestro Oscar Rodríguez, y la matrícula docente estaba conformada por los maestros: Emilio Crespo, María Lipo, Albertina Osorio y Ligia Martínez. La escuela no se quedó allí, pues en el año 1983, se aprobaron presupuestos para la creación de un sistema de educación pública y se inició la construcción de la Concentración Escolar n.º 107, más tarde Unidad Educativa Estadal «José Gil Fortoul». La primera directora fue la profesora Mildred Marcial, luego el profesor Ángel Rodríguez, después la profesora Olga Elis y, finalmente, la profesora Leonides Marchán. Actualmente la directora de la escuela es la profesora Zaida García. Al igual que todas las escuelas primarias y secundarias del país, la U. E. E. José Gil Fortoul debe cumplir con los reglamentos y patrones dictados por el Ministerio del Poder Popular para la Educación. El nombre actual de la escuela honra a José Gil Fortoul, reconocido escritor, historiador, abogado y político venezolano.

### Asociación Civil (1997–2003)
En 1997, se formó una asociación civil sin ánimo de lucro cuyo objeto era velar por el bienestar y el porvenir de la institución. Su constitución y funcionamiento se regía por las disposiciones contenidas en la Ley Orgánica de Educación de 1980, y los órganos de dirección y administración estaban conformados por: un presidente, un secretario, un tesorero, dos vocales y un consejo consultivo integrado por dos o tres maestros.
El acta constitutiva de dicha asociación fue presentada para su registro y protocolización ante la Oficina Subalterna de Registro del Distrito Urdaneta (ahora Municipio Rafael Urdaneta y Cristóbal Rojas) del Estado Miranda por el entonces director Ángel Rodríguez.

## Salud
La mayor parte de los vecinos dependen del programa social Barrio Adentro I, un modelo de atención primaria de salud (APS) creado como política de Estado bajo la administración del presidente Hugo Chávez. 
Si bien el consultorio popular de la misión sirve como punto de distribución gratuito de medicamentos básicos, la escasez de fármacos, asociada a los problemas en la sanidad pública del país, obliga a los siempreviveños a tener que recurrir a otras denominaciones o realizar grandes recorridos entre ciudades para encontrar dichos medicamentos.

### Problemas
De acuerdo con un análisis de situación de salud elaborado por Mercedes Rebolledo y José Landaeta, los hábitos nutricionales incorrectos y el bajo per cápita familiar, están relacionados con la obesidad y el bajo peso de los niños y mujeres embarazadas del sector.
El mismo estudio también reveló que en la comunidad existe un gran número de personas afectadas por enfermedades crónicas no transmisibles, donde la que más llama la atención es la hipertensión arterial, con un 35.36%; lo que hace pensar que es necesario trabajar en función de prevenir las complicaciones de las mismas.

## Religión
El sector no mantiene estadísticas sobre afiliación religiosa; sin embargo, los archivos de la parroquia Nuestra Señora del Rosario de Cúa, indican que «el 90% de los habitantes [de Siempreviva] se declara católico, mientras que una minoría, el 10%, se encuentra afiliada a otras comunidades religiosas, tales como: el Movimiento de los Santos de los Últimos Días, el evangelicalismo y los Testigos de Jehová.»

#### Capilla Sagrado Corazón de Jesús
La capilla Sagrado Corazón de Jesús es el nombre que recibe un pequeño edificio construido con bloques de cemento y techo de asbesto rojo situado en el corazón del poblado, cerca de la Escuela Estadal José Gil Fortoul. Se dedica, como su nombre indica, al Sagrado Corazón de Jesús, y tiene como misión cultivar y mantener los sacramentos de la Fe Cristiana (bautismo, confirmación y eucaristía).
La capilla tiene dos espacios de reunión y de encuentro, uno interior y propio de las actividades educativas, interrelacionando las mismas. Y otro exterior, el atrio, en relación a las ceremonias religiosas y actividades sociales. 
Por razones económicas, la capilla está todavía por terminar. 

## Cultura

### Música
Con el fin de acercar el arte a los espacios públicos, en la década de 1960 el sector contaba con una orquesta musical que reinterpretaba los temas de otras orquestas musicales de moda, como la Billo's Caracas Boys y Los Corraleros de Majagual. Dicha orquesta, conocida como "Los Alegres de Siempreviva", estaba conformada por Esmen Martínez, que tocaba el tres cubano; Régulo Martínez, que cantaba y tocaba el güiro; Alejandro Osorio, que tocaba el bombo cero; Ramón Leguizamo, que tocaba la conga, y Justino García («Tingo»), que tocaba el marimbol. La orquesta se disolvió a finales de los años 1980.

### Gastronomía
La gastronomía típica de Siempreviva es el pabellón criollo (que es el plato nacional a base de arroz blanco cocido, carne mechada, caraotas negras y tajadas de plátano maduro frito), las empanadas, los bollitos de chicharrón, la arepa (como plato principal o como acompañante), la hallaca y la ensalada de gallina. En el consumo de bebidas,  los siempreviveños prefieren el café, la chicha a base de arroz, el carato, la tizana (bebida de frutas) y las gaseosas. Entre los dulces típicos están los helados artesanales, las pelotas, la torta y los besos de coco. También son ampliamente consumidos los platos de la cocina internacional, tales como el pollo frito, la pizza, la hamburguesa, el perrito caliente y los platillos con pastas adaptados de recetas italianas. El desayuno clásico es arepa con queso rallado, jamón, carne mechada, huevos (perico) o pollo; acompañada de café, jugo de frutas o, eventualmente, leche o fororo.

### Tradiciones y costumbres
Se mantienen entre la mayor parte de la población los principales hábitos y costumbres de la cultura regional. Las más características son:  
- El Carnaval
- La Semana Santa
- El día del Sagrado Corazón de Jesús
- La Navidad

### Concursos de belleza en 1982
Amaury Martínez Macero, nacida y criada en Siempreviva, obtuvo el título de 2.ª finalista en la vigésima novena (29º) edición del certamen Miss Venezuela 1982.

## Deporte
El Centro Deportivo Siempreviva pudo presumir de ser el primer (y único) equipo de baloncesto amateur de la localidad entre 1995 y 1997. Organizado y dirigido por Oscar Valdespino, William Liendo, y Roderick y Victor Hugo Villegas en dichos años, su principal actividad deportiva era el básquet, aunque también practicaban otros deportes, como el fútbol, y juegos tradicionales y recreativos, como la carrera de sacos y la carrera del huevo y la cuchara. Disputaban sus partidos como local en la cancha del sector durante los asuetos de carnaval y Semana Santa, y los colores tradicionales de sus uniformes eran el amarillo, el rojo y el azul. Su torneo local de mayor relevancia fue el del 1.º de mayo de 1996, el cual terminó con un resultado favorable para el equipo de La Familia. Con la intención de motivar a los jóvenes a crear algo a partir de los desperdicios, de promover el arte y la cultura del reciclaje, los trofeos del torneo estaban elaborados a partir de recursos naturales y material reciclado.